# Mail (Apple)
Pour les articles homonymes, voir Mail.
Mail est un logiciel de gestion de courrier électronique (client de messagerie) créé par Apple inclut dans les systèmes d'exploitation iOS, iPadOS, macOS et watchOS. Mail est issu de NeXTMail, développé à l'origine par NeXT dans le cadre de son système d'exploitation NeXTSTEP, après l'acquisition de NeXT par Apple en 1997.
La version actuelle de Mail utilise le protocole SMTP pour l'envoi de messages, les protocoles POP3, Exchange et IMAP pour la récupération des messages, et enfin le protocole S/MIME pour chiffrement de bout en bout des messages,. Le logiciel est aussi préconfiguré pour fonctionner avec les fournisseurs de messagerie populaires tels que Yahoo! Mail, AOL, Gmail, Outlook et iCloud (anciennement MobileMe) et supporte également Exchange.
Mail s'intègre parfaitement avec les autres applications de macOS comme le Carnet d'adresses, iPhoto, iChat, ou iCal. Parmi ses fonctionnalités, on retrouve les règles pour les boîtes aux lettres, filtres contre les courriers indésirables spam et la gestion de plusieurs comptes.
La version iOS de Mail est devenue en 2014 le client de messagerie le plus utilisé au monde.

## Historique
Mail a été dévoilé pour la première fois en tant de NeXTMail, le client de messagerie du système NeXTSTEP. NeXTMail était un logiciel innovant pour l'époque, avec le support de médias et de messages vocaux. Lors du lancement de l'application pour la première fois, un message audio de Steve Jobs était joué.
À la suite du rachat de NeXT par Apple, NeXTSTEP a été retravaillé pour devenir Mac OS X. Le développement de NeXTMail ne s'est pas arrêté pour autant et très vite, une version bêta est apparue sous le nom de MailViewer. Mais lors de la troisième version développeur de Mac OS X, le logiciel a été renommé Mail, son nom définitif.

### Version 1
Pré-installé dans Mac OS X 10.3, Mail était regroupé avec d'autres applications Apple comme Contacts, iChat et iCal. Cette version inaugurait entre autres le filtrage des spams et la gestion de plusieurs comptes.

### Version 2
La version 2 de Mail est sortie avec Mac OS X 10.4 (Tiger) le 29 avril 2005. Cette version inclut plusieurs nouveautés, dont une compatibilité avec Spotlight, un système de gestion prioritaire des messages, un outil de retouche photo, la possibilité de voir les mails en plein écran, la composition de messages en HTML et un contrôle parental.
Cette version a été critiquée par son changement d'interface, rendant l'usage plus compliqué selon les utilisateurs. Plusieurs clients tiers permettait de remplacer l'interface par celle de la version précédente. Malgré ces plaintes, l'interface ne sera pas modifiée.

### Version 3
La version 3 de Mail est sortie avec Mac OS X 10.5 (Leopard) le 26 octobre 2007. Dans cette version, les messages sont stockés dans le format Mbox, et inclut un lecteur de flux RSS. Cette version annonce aussi l'arrivée de Notes et de Rappels, et permet une synchronisation entre ces trois logiciels.

### Version 4
La version 4 de Mail est sortie avec Mac OS X 10.6 (Snow Leopard). Dans cette version, Mail s'offre le support de Microsoft Exchange Server 2007, tout comme iCal et Contacts.

### Version 5
La version 5 de Mail est sortie avec Mac OS X 10.7 (Lion). Cette version s'inspire fortement du design de l'iOS avec l'iPad. Elle inclut aussi un support avec Microsoft Exchange Server 2010 et Yahoo! Mail. Cette version permet de regrouper les mails en rubriques (comme le permet Mail pour iOS 4).

### Version 6
La version 6 de Mail est sortie avec OS X 10.8 (Mountain Lion). Cette version apporte la compatibilité avec iCloud. Notes, auparavant inclus dans Mail, devient une application à part entière.

### OS X Mavericks
La version 7 de Mail est sortie avec OS X 10.9 (Mavericks). Le lecteur de flux RSS disparaît dans cette version.

### OS X Yosemite
La version 8 de Mail est sortie avec OS X Yosemite. Cette version apporte de nouvelles fonctionnalités, comme le fait de pouvoir annoter des documents PDF, ou encore Mail Drop : il est possible d'envoyer des pièces jointes pesant plusieurs gigaoctets grâce à iCloud.

### OS X El Capitan
Sur Mac OS X El Capitan (version 10.11), 

### macOS Mojave
L'application supporte désormais le nouveau mode sombre de macOS.